# Refusenik
La parola refusenik (pronuncia italianizzata: "rifiùsnic") é un termine ibrido risultante dalla combinazione dell'inglese refuse, col russo отказник, trasl. otkaznik; plurale: отка́зники, trasl. otkázniki (da отказ, otkaz): "rifiuto".
Il termine è entrato nella lingua italiana durante la guerra fredda per indicare le persone a cui era stato negato il permesso di emigrare  dal governo sovietico. In seguito, il suo uso si è esteso, in Israele, per indicare un obiettore di coscienza al servizio militare obbligatorio.

## Evoluzione del termine
Il termine è stato coniato per riferirsi informalmente ai cittadini a cui era stato negato il permesso di emigrare dall'Unione Sovietica, e riguardava in particolare gli ebrei che volevano stabilirsi in Israele.
Nel contesto israeliano contemporaneo la parola viene utilizzata per designare informalmente gli obiettori di coscienza che si rifiutano di prestare il servizio militare nei territori occupati da Israele.